# Zububa
Zububa (arab. زبوبا) – arabska wioska położona w muhafazie Dżanin, w Autonomii Palestyńskiej.

## Położenie
Wioska Zububa jest położona u podnóża północno-wschodnich stoków płaskowyżu Wyżyny Menassesa w Dolnej Galilei. Okoliczny teren łagodnie opada w kierunku północno-wschodnim do Doliny Jezreel w Izraelu. Wzdłuż zachodniej granicy wioski przepływa strumień Taibe, a na południowym wschodzie przepływa strumień Azam. W jej otoczeniu są wioski Rummanah i Ti’innik. W odległości 200 metrów na zachód, północ i wschód od wioski przebiega mur bezpieczeństwa oddzielający terytorium Izraela od Autonomii Palestyńskiej. Po stronie izraelskiej są położone miejscowość Ma’ale Iron, kibuc Giwat Oz, moszawy Ha-Jogew, Mele’a, Gadisz, Dewora, Barak i Ram-On, oraz wioska komunalna Merkaz Chewer. Na zachód od wioski jest izraelska baza wojskowa Salem.
Zububa leży w muhafazie Dżanin w Autonomii Palestyńskiej.

## Demografia
Według danych z 2007 roku w wiosce mieszkało ponad 2,8 tys. osób.

## Gospodarka
Gospodarka wioski opiera się na rolnictwie, sadownictwie i hodowli drzewek oliwnych.

## Transport
Z wioski wyjeżdża się lokalną drogą na południowy wschód, i po około 1 km dojeżdża do skrzyżowania z drogą nr 66, którą jadąc na północny zachód dociera się do przejścia granicznego Salem, lub jadąc na południowy wschód do miasta Dżanin.